# Five Serpent’s Teeth
Five Serpent’s Teeth – trzeci album studyjny brytyjskiej grupy muzycznej Evile. Został wydany 26 września 2011 roku przez wytwórnię płytową Earache Records.

## Lista utworów
1. "Five Serpent’s Teeth" – 5:34
2. "In Dreams of Terror " – 5:09
3. "Cult" – 4:51
4. "Eternal Empire" – 5:34
5. "Xaraya" – 6:04
6. "Origin of Oblivion" – 4:56
7. "Centurion" – 5:45
8. "In Memoriam" – 5:48
9. "Descent into Madness" – 4:26
10. "Long Live the New Flesh" – 5:17

## Twórcy
- Matt Drake – śpiew, gitara
- Ol Drake – gitara
- Joel Graham – gitara basowa
- Ben Carter – perkusja